# Nicolas Hasler
Nicolas Hasler (Vaduz, 1991. május 4.) liechtensteini válogatott labdarúgó, a Thun játékosa. Édesapja, Rainer Hasler Liechtenstein egyik leghíresebb személye és labdarúgója volt.

## Pályafutása

### Klubcsapatban
Labdarúgó pályafutását a Triesen és a Balzers korosztályos csapataiban kezdte, utóbbival a felnőttek közt is bemutatkozott. 2010 és 2011 között az Eschen/Mauren csapatánál szerepelt, majd a Vaduz játékosa lett. 2011. július 24-én a FC St. Gallen ellen debütált a svájci másodosztályban. 2014. július 10-én az Európa-liga 1. selejtezőkörében a gibraltár College Europa ellen megszerezte a sorozatban az első gólját. 2017 nyarán elhagyta a klubot, miután nem sikerült a szerződéshosszabbításról megegyezniük.
2017. július 13-án aláírt az MLS-ben szereplő Toronto csapatához. 2018. július 20-án a Chicago Fire játékosa lett, majd a következő szezontól a Sporting Kansas City csapatának a játékosa lett. 2020. január 14-én csatlakozott a Thun csapatához. A szezon végén a klub kiesett az első osztályból és Hasler szabadon engedték, de ő később egy éves szerződéssel visszatért.

### A válogatottban
2010. augusztus 11-én debütált a liechtensteini labdarúgó-válogatottban az izlandi labdarúgó-válogatott elleni felkészülési találkozón, a 64. percben váltotta Philippe Ernet.

## Sikerei, díjai
- Vaduz:
  - Challenge League: 2013–14
  - Liechtensteini kupa: 2012–13, 2013–14, 2014–15, 2015–16, 2016–17

- Toronto:
  - MLS bajnok: 2017
  - MLS alapszakasz győztes: 2017
  - Keleti főcsoport győztes: 2017
  - Kanadai kupagyőztes: 2017, 2018